# Назарова, Маргарита Петровна
Маргари́та Петро́вна Наза́рова (26 ноября 1926, Детское Село, Троцкий уезд, Ленинградская губерния, СССР — 25 октября 2005, Нижний Новгород, Россия) — советская артистка цирка, дрессировщица тигров, киноактриса; народная артистка РСФСР (1969).

## Биография
Родилась 26 ноября 1926 года. Детские годы прошли в городе Детское Село (сейчас — город Пушкин).
В начале 1940-х годов вместе с семьёй переехала в Даугавпилс.
Во время Великой Отечественной войны Маргарита была отправлена на принудительные работы в Германию. Сначала девушка служила прислугой в богатом доме в Гамбурге, а затем выступала в местном кабаре в качестве танцовщицы.
В 1945 году вернулась в Советский Союз. В Риге начала выступать в команде «Цирк на сцене». С 1946 года стала участвовать в эстрадных номерах. Спустя некоторое время пробовала себя в образе цирковой мотогонщицы, но позже отказалась выступать в этом амплуа.
В кино в основном снималась в качестве дублёра. Так, на съёмках фильма «Случай в тайге» (1953) познакомилась с Константином Константиновским; позже, в конце 1950-х годов, пара поженилась. На съёмках же фильма «Опасные тропы» (1954) состоялось знакомство Маргариты с бенгальским тигром Пуршем, и, начиная с этого времени их дружба завязалась на долгие годы. Позже тигр Пурш стал любимчиком артистки.
В 1954 году стала выступать в качестве помощницы дрессировщиков хищных животных Бориса Эдера и Константина Константиновского, потом уже с самостоятельными номерами.
В 1957 году Назарова и Константиновский участвовали в культурной программе VI Международного фестиваля молодёжи и студентов в Москве. Выступив с номером «Водная феерия», получили Золотую медаль лауреата фестиваля.
В 1961 году снялась в фильме «Полосатый рейс», исполнив главную роль — буфетчицы Марианны.
В 1968 году вместе с мужем организовали новый аттракцион со смешанной группой животных (тигры, львы, медведи и лошади).
После смерти супруга серьёзно заболела, но, завершив лечение, всё же ненадолго смогла вернуться на арену цирка.
Принимала участие в гастролях во Франции, ГДР и других странах.
В 1983 году завершила карьеру.

#### Семья
Муж — Константин Константиновский (30 июня 1920 — 17 июня 1970), цирковой артист, дрессировщик.
Сын — Алексей Константиновский (род. 1960), дрессировщик.
Внучка — Маргарита Назарова, выступает в цирке с кошками.

#### Последние годы
В последние годы жила в Нижнем Новгороде. Пенсия артистки, несмотря на звания и заслуги, составляла 400 рублей. После выхода репортажа о бедственном положении Назаровой президент России Борис Ельцин установил ей дополнительное ежемесячное материальное обеспечение, от которого артистка отказалась.
Скончалась 25 октября 2005 года на 79-м году жизни в своей квартире в Нижнем Новгороде, в одиночестве и бедности. Похоронена за счёт мэрии Нижнего Новгорода на Федяковском кладбище (Кстовский район Нижегородской области, близ села Федяково).

## Фильмография
- 1953 — Случай в тайге — участие в массовке[3][8]
- 1954 — Опасные тропы — дублёр Лидии Юдиной[2][8]
- 1954 — Укротительница тигров — дрессировщица (дублёр Людмилы Касаткиной в сценах с тиграми)[1][7][8]
- 1961 — Полосатый рейс — буфетчица Марианна[1][8]
- 1967 — Стюардесса — эпизодическая роль[8][11][12]

## Награды
- Заслуженная артистка РСФСР (15 октября 1958)[3][8]
- орден «Знак Почёта» (1967)[8]
- Народная артистка РСФСР (1969)[1][6][8]
- Почётная грамота Президиума Верховного Совета РСФСР (1980)[8][13]

## Память
- Судьбе дрессировщицы посвящён российский телесериал «Маргарита Назарова» (реж. К. Максимов), вышедший в 2016 году на «Первом канале» (роль Маргариты исполнила Ольга Погодина)[14][15].
- В ноябре 2016 года в Нижнем Новгороде на стене дома № 26 Совнаркомовской улицы, в честь Маргариты Назаровой была установлена и открыта мемориальная доска[16][17][18].
- В декабре 2017 года именем Маргариты Назаровой назван цирк в Нижнем Новгороде[18].

Творчеству и памяти артистки посвящены документальные фильмы и телепередачи
- «Роман со зверем» («Первый канал», 2006)[19]
- «Маргарита Назарова. „Королева тигров“» («Россия», 2006)[20]
- «„Раскрывая тайны. Звёзды“: Маргарита Назарова» («Москва 24», 2015)[21]
- «Маргарита Назарова. „Женщина в клетке“» («Первый канал», 2016)[22][23]
- «Маргарита Назарова. „Последний день“» («Звезда», 2019)[24]
- «„Раскрывая тайны звёзд“: к юбилею Маргариты Назаровой» («Москва 24», 2021)[25]
- «Маргарита Назарова и Иван Дмитриев. „Укрощение строптивых“» («ТВ Центр», 2021)[26]